# Чженьдін-ван
Чженьдін-ван (кит. трад.: 貞定王; піньїнь: Zhēndìng) — 16-й ван Східної Чжоу, син і спадкоємець Юань-вана.
У 453 році до н. е. безвільно спостерігав за фактичним знищенням царства Цзінь кланами Хань, Вей і Чжао. Втім відмовився надати володарем останніх титул гуна. Мав чотирьох синів, один з яких, Ай, успадкував трон після смерті батька. Але невдовзі почалася запекла боротьба за трон.